# Stormyrtjärnen (Enångers socken, Hälsingland)
Stormyrtjärnen är en sjö i Hudiksvalls kommun i Hälsingland och ingår i Nianån-Norralaåns kustområde. Sjön har en area på 0,0566 kvadratkilometer och ligger 7,9 meter över havet.

## Delavrinningsområde
Stormyrtjärnen ingår i det delavrinningsområde (682474-156773) som SMHI kallar för Rinner mot Enångersfjärden. Medelhöjden är 23 meter över havet och ytan är 10,03 kvadratkilometer. Det finns inga avrinningsområden uppströms utan avrinningsområdet är högsta punkten. Avrinningsområdets utflöde mynnar i havet, utan att ha någon enskild mynningsplats. Avrinningsområdet består mestadels av skog (82 procent). Avrinningsområdet har 0,06 kvadratkilometer vattenytor vilket ger det en sjöprocent på 0,6 procent.